# الحرب والسلام (فلم 1956)
الحرب والسلام (بالإنجليزية: War and Peace) فيلم درامي-حربي أمريكي-إيطالي صدر عام 1956، من إخراج كينج فيدور ومن تأليف كل من: فيدور، بريدجيت بولاند، ماريو كاميريني، إنيو دي كونتشيني، جان غاسباري نابوليتانو، إيفو بيريلي، ماريو صولداتي و روبرت ويستربي. ومقتبس من رواية بنفس الإسم للكاتب ليو تولستوي.
نجوم الفيلم هم: أودري هيبورن، هنري فوندا و ميل فيرير، بالإضافة إلى فيتوريو غاسمان، هيربرت لوم، جون ميلز و أنيتا ايكبرج. رُشح مخرج الفيلم فيكتور كينج لجائزة الأوسكار لأفضل مخرج.

## وصلات خارجية
- مقالات تستعمل روابط فنية بلا صلة مع ويكي بيانات